# Bezirksgericht Schwerin

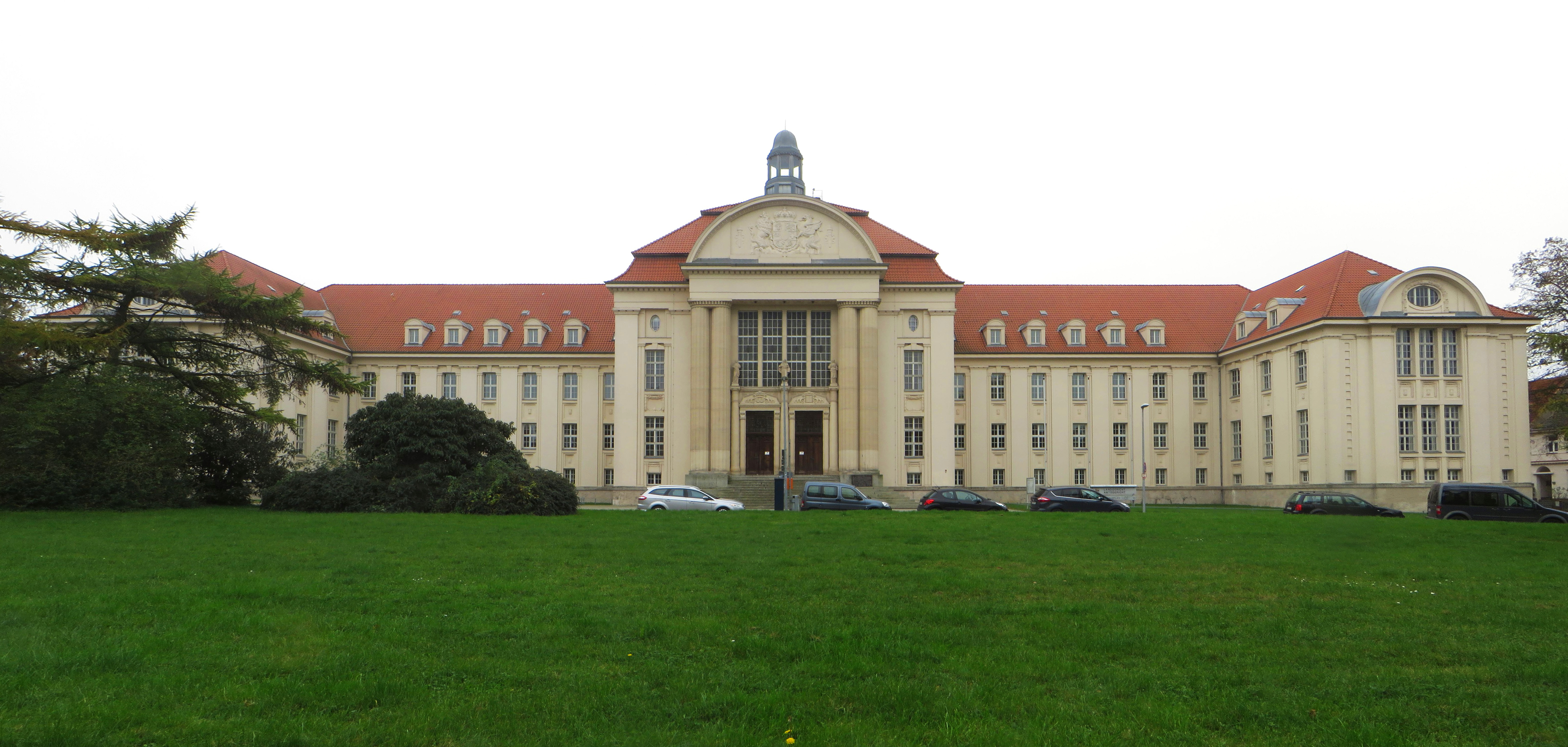
Bezirksgericht Schwerin

Das Bezirksgericht Schwerin war ein Bezirksgericht in der DDR mit Sitz in Schwerin. Vorgänger und Nachfolger war das Landgericht Schwerin.

## Geschichte
Mit dem Gerichtsverfassungsgesetz der DDR aus dem Jahr 1952 wurden die bisherigen Amtsgerichte und Landgerichte aufgelöst und auf Ebene der Bezirke neue Bezirksgerichte gebildet. Sie bestanden bis 1990. Im Bezirk Schwerin wurde das Bezirksgericht Schwerin mit Sitz in Schwerin gebildet. Im Jahre 1992 erfolgte die Rückbenennung nach Landgericht Schwerin. Dem Bezirksgericht Schwerin waren folgende Kreisgerichte untergeordnet:
1. Kreisgericht Bützow
2. Kreisgericht Gadebusch
3. Kreisgericht Güstrow
4. Kreisgericht Hagenow
5. Kreisgericht Ludwigslust
6. Kreisgericht Lübz
7. Kreisgericht Parchim
8. Kreisgericht Perleberg
9. Kreisgericht Schwerin-Stadt
10. Kreisgericht Schwerin-Land
11. Kreisgericht Sternberg

Dem Bezirksgericht Schwerin übergeordnet war das Oberste Gericht der DDR. Nach dem Zusammenbruch der DDR wurde die Gerichtsstruktur in Mecklenburg-Vorpommern mit dem Gerichtsstrukturgesetz vom 19. März 1991 neu geregelt und mit dem Gesetz zur Ausführung des Gerichtsstrukturgesetzes vom 10. Juni 1992 die Gerichtssprengel bestimmt. Damit wurde die bundesdeutsche Gerichtsstruktur übernommen, das Bezirksgericht Schwerin aufgehoben und das Landgericht Schwerin neu geschaffen.

## Fälle
- Urteil gegen den Lokomotivführer beim Eisenbahnunfall von Langhagen
- Urteil gegen Werner Korth
- Urteil gegen Dieter Dombrowski

Für weitere Urteile siehe die Liste von in der DDR hingerichteten Personen

## Richterinnen und Richter
- Linda Ansorg
- Franz Unikower